# Kithagere, Alur
Kithagere là một làng thuộc tehsil Alur, huyện Hassan, bang Karnataka, Ấn Độ.